# Milenko Tepić
Milenko Tepić (en serbi: Миленко Тепић; nascut el 27 de febrer de 1987 a Novi Sad, República Federal Socialista de Iugoslàvia) és un jugador professional de bàsquet serbi, que fa 2,02 m d'alçada, i juga actualment pel KK Mega Basket.